# Harold D. Babcock
Harold Delos Babcock  (24 de enero de 1882 - 8 de abril de 1968) fue un astrónomo estadounidense, especializado en espectroscopía estelar. Era padre del también astrónomo Horace W. Babcock.

## Semblanza
Sus antepasados eran ingleses y alemanes.  Padre del también astrónomo Horace W. Babcock, estudió en la Universidad de California, Berkeley, y trabajó en el Observatorio Monte Wilson, de 1907 a 1948. Se especializó en espectroscopia solar y cartografió la distribución de los campos magnéticos de la superficie del Sol. Trabajando con su hijo, descubrió la existencia de campos magnéticos intensos en algunas estrellas.

## Reconocimientos
- En 1953 recibió la medalla Bruce.[3]
- El cráter lunar Babcock fue nombrado en su honor.[4]
- El asteroide (3167) Babcock conmemora a Harold Babcock y a su hijo Horace.[5]

### Obituarios
- Obs 88 (1968) 174 (one paragraph)
- QJRAS 10 (1969) 68